# Aïn Oulmene
Aïn Oulmene (în arabă عين ٔاولمان) este o comună din provincia Sétif, Algeria.
Populația comunei este de 73.831 locuitori (2008).